# 豫北战役
豫北战役又称豫北攻势，发生于1947年3月，于1947年5月28日结束，是第二次国共内战期间，由中國共產黨领导的晋冀鲁豫野战军在河南省北部地区对国民政府领导的国民革命军进行的一场进攻战役。

## 背景
1947年3月，原第一战区司令胡宗南率部进攻延安，国军由全面进攻转入重点进攻。由于国军集中优势于陕北和山东战场，战争出现一个“哑铃”状的态势，即在东、西两线双方大量兵力在不断地交战，而处于中间地带的晋冀鲁豫一线，双方均采取守势。由于国军抽调大量精锐部队加强对山东和陕北的进攻，中部防御薄弱。据此，晋冀鲁豫野战军司令员刘伯承和政委邓小平决定在联结陕北、山东战场的枢纽地带豫北一带举行反攻，以策应在山东和陕北战场的作战。

## 部署

### 国军
国军在晋冀鲁豫战场部署有正规军31个旅和地方保安团队计30万人，其中在豫北一线有6个整编师和1个暂编纵队担任防御。其守备重点位于平汉铁路和道清铁路交叉点新乡及其以北，
其中：
- 王仲廉部4个整编师和孙殿英的暂编第3纵队等地方团队约7万余人，布防在平汉线西侧、道清线两侧以及原武、武断、温县、沁县、济源等地区；
- 第5绥靖区孙震的两个整编师和地方团队约2.5万人，则在黄河以北的楼阳、浚县、滑县、延津、封丘、长垣地区。

### 晉冀魯豫野戰軍
为策应陕北、山东战场的作战，中國共產黨决定调动晋冀鲁豫野战军主力和军区地方部队进行作战，除以第4纵队和太岳军区部队举行晋南攻势外，另以第1、第2、第3、第6纵队及冀南、太行、冀鲁豫军区部队，共18个旅60个团约10万兵力在10万民兵配合下组成4个作战集团，发起豫北战役。具体部署为：
- 一集团，由第1纵队4个旅和冀鲁豫军区的第4分区一部组成，战斗任务是围歼黄河铁桥守敌，炸毁黄河铁桥，破坏大桥以北亢村以南的铁路段，占领原武和原阳。
- 二集团，由第2纵队、冀南军区的两个独立旅和冀鲁豫8分区一部组成；任务是，主力在新乡东南的张店待命，以一部分兵力（一个旅）佯攻滑县，迷惑敌人。
- 三集团，由第3纵队和第6纵队组成；任务是，以一部兵力占领新乡以南的小冀、获嘉等地，主力歼灭由新乡南下增援之敌。
- 四集团，由太行军区两个独立旅、第17师和第4分区、第5分区组成，任务是，以一部兵力切断新乡和汲县之间的铁路，占领潞王坟，主力进攻辉县。[來源請求]

为确保作战顺利进行，野战司令部在刘、邓二人主持下召开了作战会议，确定豫北战役分三步执行的计划。第一步，破坏黄河铁桥和平汉铁路郑新段，粉碎国军防御体系，然后向新乡挺进，调运敌王仲廉部回援，在运动中歼灭国军有生力量。第二步，避开优势之国军，绕道北上汤阴、安阳地区，占领平汉路安阳和淇县段以及卫河以西广大地区，在此开辟战场，诱王仲廉部北上，在运动中歼灭国军。第三步为攻占汤阴，消灭孙殿英部。

## 作战过程
3月30日，解放军开始向汲县前进，进攻驻守的国军整编第32师，4月2日开始对汲县守敌实施攻击，当日占领东关与外围据点，消灭守军5000余人。此时，顾祝同电令王仲廉，从武汉调第9师，从黄河南调第66师，从淇县调第41师的一个旅，从焦作调第3师等部，火速增援汲县。4月3日，解放军撤离汲县地区。
解放军自汲县撤退以后，又于当日分路向北进攻。至4月10日，先后占领淇县、畜村、宜沟、鹤壁、楚旺等据点，歼灭国军河南地方一武装第1总队、第2总队、第3总队约1万余人，破坏了安阳至汲县段平汉路，卫河以西地区和平汉路西侧都被晋冀鲁豫野战军占领，其前锋直逼安阳。因作战失利，王仲廉在受到顾祝同严厉训斥后，亲率第66师两个旅、第41师一个旅、第40师一个团和第2快速纵队（即第49旅）和第32师快速北援，但很快被击退。
4月10日，解放军大举围攻汤阴。13日，王仲廉又率4个半旅为第一梯队北援汤阴，以第32师为第二梯队随后跟进。刘邓下令停止攻击汤阴，掉头对付国军增援部队。
4月16日，解放军对国军增援部队展开攻击，很快将国军第一梯队和第二梯队分割包围，展开围攻。战至18日，国军增援部队被击溃。解放军顺势攻占了淇县、浚县和滑县三城，共歼灭国军1.2万余人，俘虏第二快速纵队司令官李守正。解放军击败国军援军后，再次对汤阴国军展开围攻。
5月1日，解放军在炮兵掩护下强攻汤阴，实行坑道作业，用炸药炸毁城墙，开辟前进道路。经过激战，解放军攻入城内，同守军巷战。至5月2日上午，汤阴守军被全歼，解放军俘虏暂编第3纵队孙殿英以下7000人。汤阴被攻占后，王仲廉与孙震集团将部队撤退至新乡、汲县附近，转人防御，安阳国军陷入孤立。
5月9日解放军对安阳外围据点发动攻击。战至25日，外围据点基本扫清，歼灭国军整编第40师二个团和地方团队7000余人，并包围安阳，试图再次围点打援。由于安阳城工事坚固，短时间难以攻取；王仲廉不敢北上增援，没有围城打援的战机，加之晋冀鲁豫野战军为即将南渡黄河，进攻大别山地区。据此，刘、邓、二人决定野战军主力停止攻击安阳，转人后方休整。改以太行、冀南军区部队继续围困安阳国军。至此，豫北攻势结束。

## 战役结果
豫北战役国军共损失40950人，解放军攻占了平汉铁路丰乐车站以东大片区域，最終国军退守新乡、安阳等少数孤立据点。